# المعرض العالمي في برشلونة (1888)
عُقد المعرض العالمي في برشلونة (بالإسبانية: Exposición Universal de Barcelona)‏ في الفترة من 8 أبريل وحتى 9 ديسمبر من عام 1888 في مدينة برشلونة الإسبانية. إلى جانب الدولة المُتضيفة، فقد حضره 22 دولة من جميع أنحاء العالم واستقبل 2.240.000 زائر.
أقيم المعرض في باركيه دي لا ثيوداديلا، التي كانت تابعة سابقًا للجيس وعادت إلى المدينة عام 1851. واشتملت أعمال المعرض على إعادة تأهيل منطقة حي لا ريبرا، والتي تحظي بتقدير قليل من جانب سكان برشلونة؛ ويرجع ذلك إلى القمع الذي كان يمارسه الجيش على المدينة في لحظات متعددة في تاريخها. وبالإضافة إلى ذلك، أدى حافز أعمال المعرض إلى تحسين البنية التحتية للمدينة بأكملها، الذي أعطى دفعة هائلة نحو التحديث والتطوير. كما أنه افترض تمثيل المرحلة التجريبية لأسلوب فني جديد وهو الحداثة، والتي كانت حتى أوائل القرن العشرين الاتجاه السائد في الإنشاءات الجديدة في المدينة، ولا سيما بين طبقة البراجوازية؛ حيث تركت أعمالًا فنية ذات قيمة فنية ومعمارية ، محولة برشلونة إلى مدينة حداثتية، جنبًا إلى جنب مع التراث القوطي في أسلوب يوضح هوية المدينة.

## الموقع

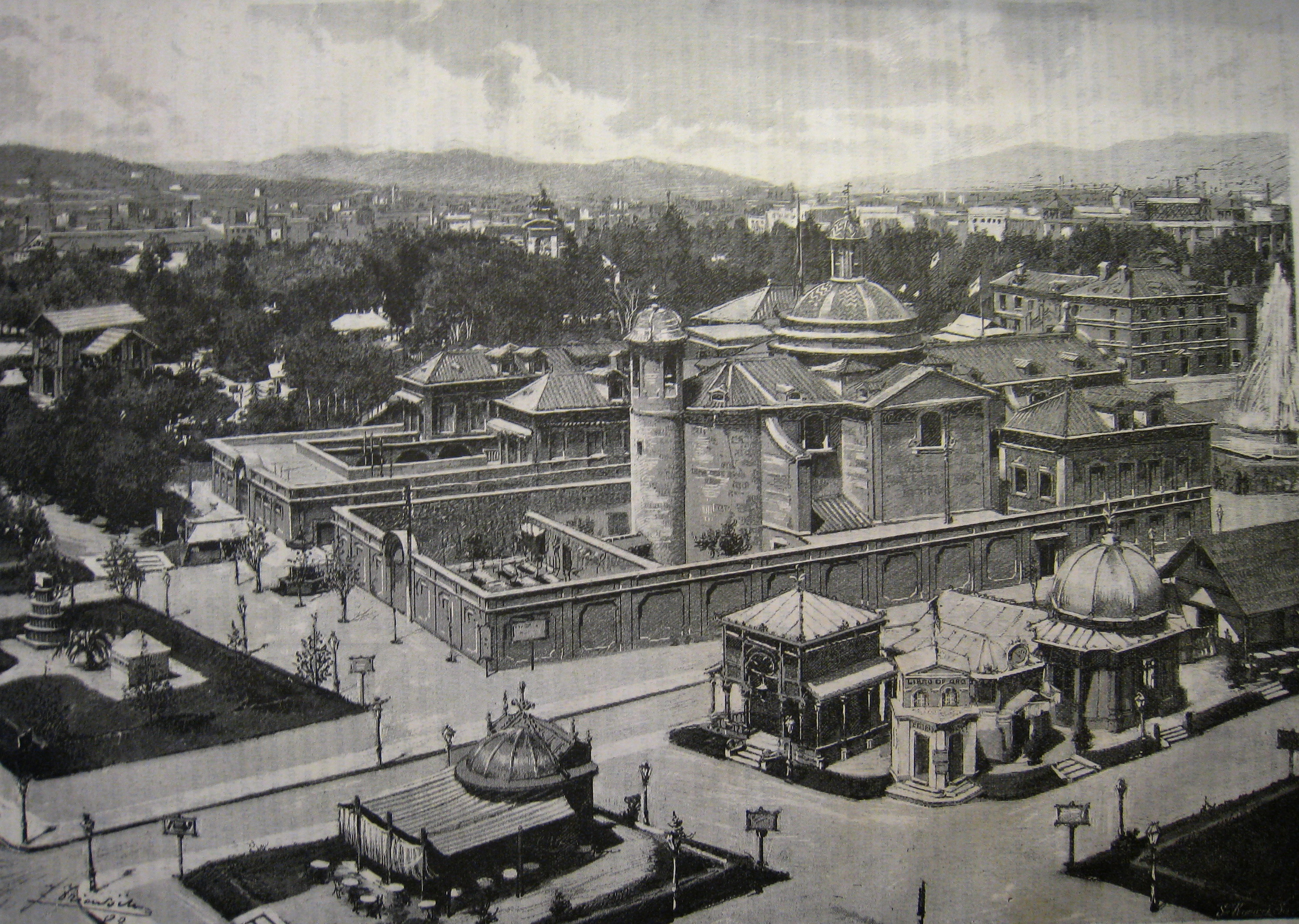
نظرة عامة على المعرض عام 1888.

تم تطوير هذا المعرض في مساحة 450000 متر مربع، والذي شمل محيط قوس النصر، والذي عُد بوابة دخول الموقع، وباركيه دي لا ثيوداديلا وحديقة الحيوان وجزء من محطة فرنسا الحالية وصولًا إلى ما يُسمى اليوم بمستشفى ديل مار وبارثيلونيتا.

## الافتتاح

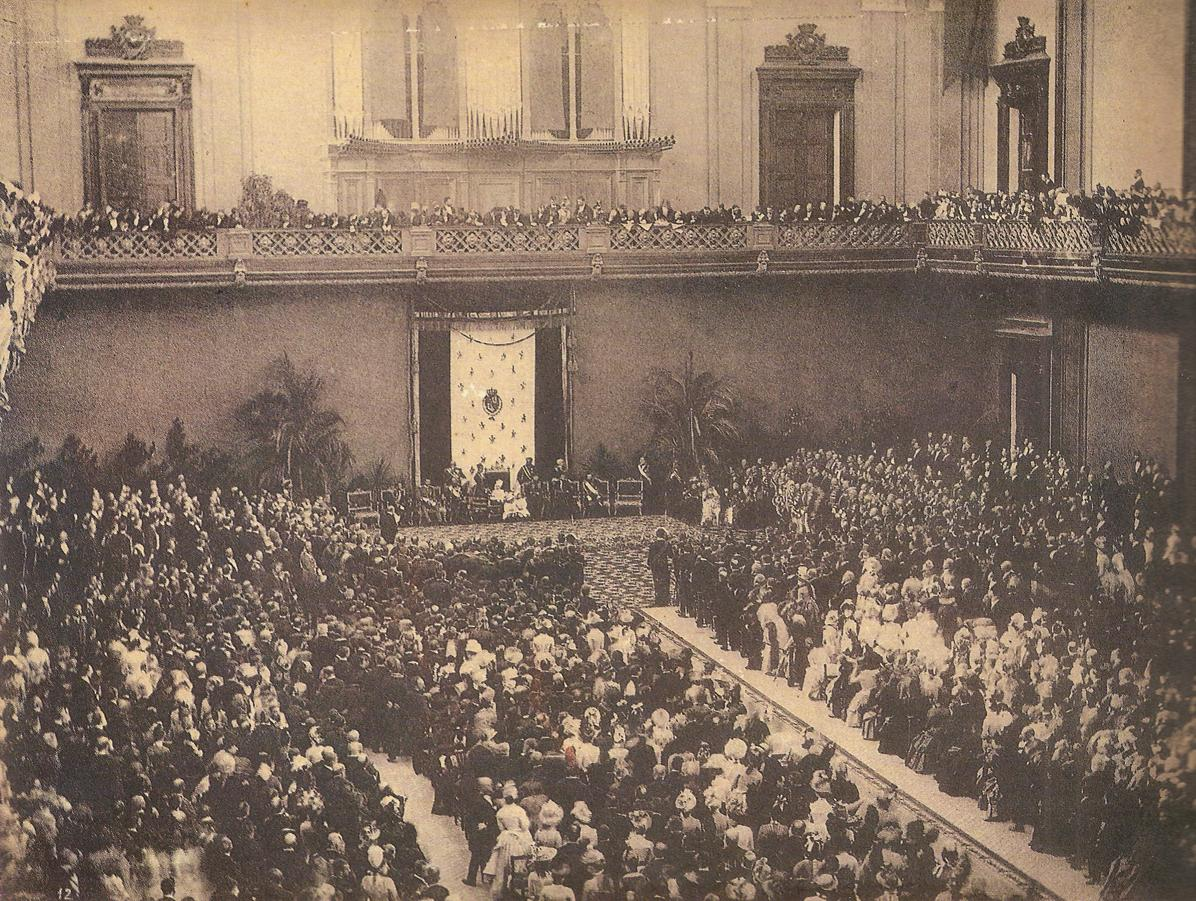
افتتاح المعرض.

تم افتتاح المعرض للجمهور يوم 8 أبريل عام 1888، بحضور كل السلطات المُمثلة لبرشلونة مصحوبة بمباركة من أسقف برشلونة جوامي كاتلا إيألبوسا. وعلى الرغم من أن الافتتاح لم يتم رسميًا إلا يوم 20 مايو من عام 1888، وقد تراسه حينها الملك ألفونسو الثالث عشر، الذي كان يبلغ وقتها عامين فقط، والملكة الوصية ماريا كريستينا وأميرة أستورياس ماريا دي لاس مرسيديس ورئيس الحكومة براكسيديس ماتيو ساغاستا وعمدة برشلونة فرانثيسكو دي بالا ريوس إيه تاوليت. وكان من بين الشخصيات الأخرى التي حضرت الحفل: دوق إدنبرة ألفريد دوق ساكس كوبورغ وغوتا ودوق جنوة والأمراء إدوارد السابع وروبرتو إيه بافاريا، جنبًا إلى جنب مع وزراء الحرب والتنمية والبحرية والنواب وأعضاء مجلس الشيوخ وأعضاء مجلس مدينة برشلونة والوفود الدبلوماسية.